# Zbigniew Kowalski (historyk)
Zbigniew Kowalski (ur. 26 września 1936 w Chełmnie, zm. 17 kwietnia 1987 w Opolu) – polski historyk, pracownik naukowo-badawczy Instytutu Śląskiego w Opolu.

## Życiorys
Ukończył studia historyczne w Wyższej Szkole Pedagogicznej w Opolu. Następnie, w 1971 roku uzyskał doktorat na Uniwersytecie Warszawskim oraz habilitację (w 1983 roku) na Uniwersytecie Śląskim. Był pracownikiem naukowo-dydaktycznym opolskich uczelni wyższych oraz Instytutu Śląskiego w Opolu, gdzie był kierownikiem Zakładu Historii. Specjalizował się w historii najnowszej, zwłaszcza w dziejach Śląska w okresie Polski Ludowej. Był autorem wielu publikacji, rozpraw, artykułów oraz recenzji, a także redaktorem naukowym licznych prac i kierownikiem badań interdyscyplinarnych.

## Wybrane publikacje
- Z problemów życia politycznego na Opolszczyźnie (1945–1947) (Opole, 1965)
- Z dziejów PPR na Śląsku Opolskim (Warszawa – Wrocław, 1973)
- Aleksander Zawadzki przyjaciel Opolan (Opole, 1978; współautor Tadeusz Swedek)
- Powrót Śląska Opolskiego do Polski (Opole, 1983; wydanie II, skrócone i zmienione: Opole, 1988)
- Dzieje organizacji młodzieżowych na Śląsku Opolskim (1945–1948) (Opole, 1986)